# ارکیده کلاه‌سیاه
ارکیده کلاه‌سیاه (نام علمی: Thelymitra atronitida) نام یک گونه از سرده ارکیده‌های خورشیدی است.